# Język limbu
Język limbu – język tybeto-birmański używany przez lud Limbu w Nepalu, a także w Indiach i Bhutanie. Zapisywany jest alfabetem limbu pochodzenia tybetańskiego, często również w dewanagari. Większość Limbu posługuje się również językiem nepalskim. W języku limbu ukazują się gazety i sporo innych publikacji.